# 龙感湖
龙感湖是位于中国湖北省和安徽省交界处的一个淡水湖泊，为湖北省黄冈市黄梅县和安徽省安庆市宿松县共有。湖泊总面积22322公顷。
春秋战国时期，龙感湖与今江西省境内的鄱阳湖连为一体，称彭蠡泽。东汉时期，龙感湖与鄱阳湖分离。黄梅县围绕着龙感湖，设有龙感湖农场。